# Бузин, Аньез
Анье́з Бузи́н, во французской транскрипции Анье́с Бюзе́н (фр. Agnès Buzyn; род. 1 ноября 1962 года, Париж) — французский гематолог, иммунолог и трансплантолог, министр солидарности и здравоохранения (2017—2020).

## Биография
Окончила Эльзасскую школу в Париже, затем изучала медицину в университете Париж Декарт, прошла интернатуру в Некерской детской больнице.

### Профессиональная карьера
В 1998—2011 годах возглавляла отделение гематологии для взрослых и трансплантации костного мозга в Некерской больнице.
В 2005—2008 годах входила в Медицинский и научный совет Агентства биомедицины.
В 2008—2011 годах занимала должность президента Научного совета Французского общества трансплантации костного мозга и клеточной терапии.
В 2008—2013 годах являлась председателем Совета директоров Института радиационной защиты и ядерной безопасности (IRSN).
С мая 2011 по февраль 2016 года — президент Национального института рака (INCa).
С марта 2016 по май 2017 года — председатель коллегии Высшей администрации здравоохранения (HAS).
Сохраняя административные функции, Бузин являлась профессором гематологии университета Пьера и Марии Кюри и консультантом по гематологии больницы Сен-Антуан.

### Министр солидарности и здравоохранения Франции
17 мая 2017 года получила портфель министра солидарности и здравоохранения в правительстве Эдуара Филиппа.
15 июня 2017 года Аньез Бузин заявила в интервью Le Parisien о планах увеличить количество обязательных прививок для детей с трёх (от дифтерии, столбняка и полиомиелита) до одиннадцати, с добавлением в том числе прививок от гепатита Б. Также она сказала, что согласна с обещанием президента Макрона, сделанным во время предвыборной кампании, о повышении цены пачки сигарет до 10 евро в целях борьбы с курением.
21 июня 2017 года сохранила прежний портфель при формировании второго правительства Филиппа.
10 июля 2019 года объявила о выводе лечения гомеопатией из системы обязательного медицинского страхования.
24 января 2020 года Бузин объявила о регистрации во Франции первых трёх больных, заражённых коронавирусом 2019-nCoV (один из них помещён в строгий карантин в Бордо, двое других — в Париже, все трое вернулись из поездок в Китай).
14 февраля 2020 года Бузин объявила о первой в Европе смерти заражённого коронавирусом 2019-nCoV — скончался госпитализированный во Франции 80-летний китайский турист.
16 февраля 2020 года объявила об отставке и намерении возглавить после вынужденного снятия кандидатуры Бенжамена Гриво список партии «Вперёд, Республика!» на предстоящих в марте муниципальных выборах в Париже, которые должны стать первыми в её политической биографии.

### Муниципальные выборы в Париже
15 марта 2020 года, представляя президентскую партию «Вперёд, Республика!», потерпела поражение по итогам первого тура муниципальных выборов в борьбе за пост мэра Парижа, оставшись с результатом 17,26 % на третьем месте после действующего мэра, социалистки Анн Идальго (29,33 %), и республиканки Рашиды Дати. При этом не прошедший внутрипартийный отбор ВР и ставший независимым кандидатом Седрик Виллани заручился поддержкой 7,88 % избирателей. Второй тур выборов, изначально назначенный на 22 марта, был перенесён на неопределённый срок из-за эпидемии COVID-19.
28 июня 2020 года состоялся второй тур муниципальных выборов, по итогам которого Бузин, набрав чуть больше 13 % голосов, не смогла обеспечить себе места Парижском совете и получила право только на мандат депутата совета 17-го округа, в котором баллотировалась.

### Юридическое преследование
19 марта 2020 года объединяющая около 600 врачей организация «C19» подала иск в Суд Республики, правомочный рассматривать обвинения, касающиеся деятельности членов правительства, против Аньез Бузин и премьер-министра Филиппа. Истцы сочли их виновными в сообщении ложной информации о коронавирусной эпидемии и непринятии своевременных мер к её предотвращению. К 26 марта аналогичная онлайн-петиция этой же организации собрала 200 тысяч подписей в свою поддержку.
10 сентября 2021 года прошли слушания, по итогам которых Суд Республики принял решение о начале расследования против Бузин по обвинению в создании опасности для жизни других людей.

## Семья
Отец Аньез Бузин — Элия Бузин, хирург-ортопед в клинике Сен-Марсель. С 1941 по 1944 год он жил в еврейском гетто Лодзи, в январе 1945 года был депортирован в концлагерь Освенцим, пройдя весь путь пешком. Выжив в «марше смерти», уехал после освобождения лагеря советскими войсками в британскую подмандатную Палестину, застал период создания Израиля и в 1950-е годы уехал во Францию. Мать Аньез — Этти Бузин, уроженка Франции, детский психолог и психоаналитик.
Аньез Бузин замужем за Ивом Леви, генеральным директором Национального института здравоохранения и медицинских исследований (INSERM). Выходец из Марокко, подростком переехавший с семьёй во Францию в 1972 году. В связи с должностью, занимаемой Ивом Леви, против Аньез Бузин выдвигались обвинения в наличии конфликта интересов после её назначения на пост министра здравоохранения.

## Награды
- Кавалер Ордена «За заслуги» (2009)[21].
- Кавалер Ордена Почётного легиона (2021)[22].